# Балденхајм
Балденхајм (фр. Baldenheim) насеље је и општина у источној Француској у региону Алзас, у департману Доња Рајна која припада префектури Селестат Ерштајн.
По подацима из 2011. године у општини је живело 1.147 становника, а густина насељености је износила 121,5 становника/km². Општина се простире на површини од 9,44 km². Налази се на средњој надморској висини од 170 метара (максималној 172 m, а минималној 165 m).

## Демографија
| 1962. | 1968. | 1975. | 1982. | 1990. | 1999. | 2011. |
| ----- | ----- | ----- | ----- | ----- | ----- | ----- |
| 789   | 800   | 863   | 915   | 875   | 924   | 1.147 |

График промене броја становника у току последњих година